# Свети Илия (Хайдари)
„Свети Пророк Илия“ (на гръцки: Προφήτη Ηλία) е православна църква в западните покрайнини на Атина, дем Хайдари.

## Местоположение
Разположен е на хълм, от който се открива прекрасна панорама към Атинския мегаполис.

## История
Параклисът е издигнат през XVI век на мястото на по-стар датиран от X – XI век. След Освобождението на Гърция храмът е разширен от монаха Акакий и е придаден към манастира Дафни. Всяка година местните жители на Хайдари тържествено отбелязват храмовия празник Илинден.